# Sigmund Rehm

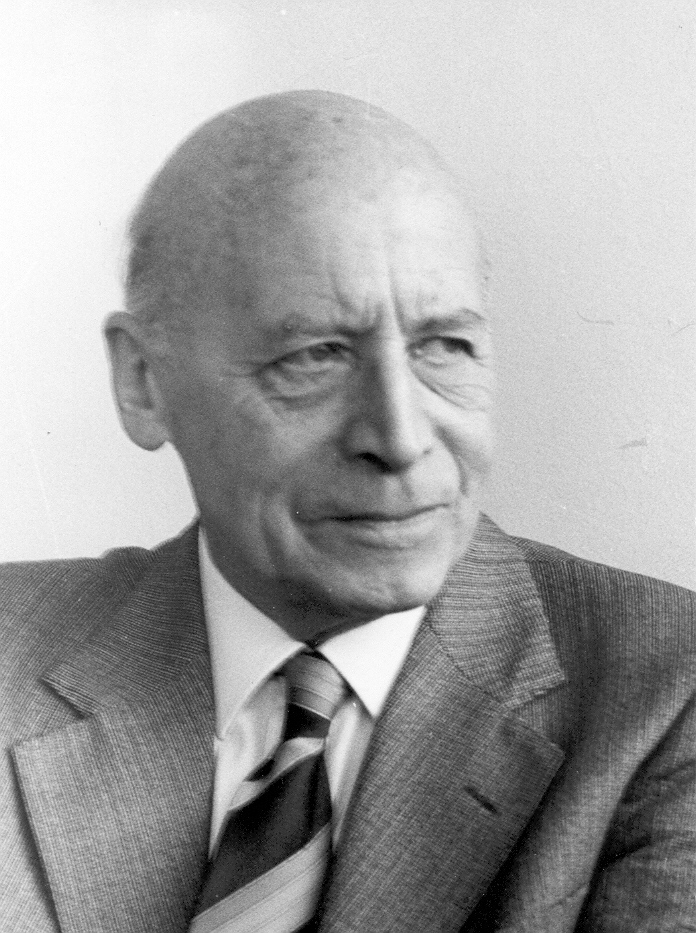
Sigmund Rehm

Sigmund Eugen Adolf Rehm (* 4. Januar 1911 in München; † 13. Dezember 2001 in Göttingen) war ein deutscher Pflanzenbauwissenschaftler. Er war Begründer und erster Lehrstuhlinhaber des Instituts für Tropischen und Subtropischen Pflanzenbau an der Georg-August-Universität Göttingen. Sein botanisches Autorenkürzel lautet S.E.A.Rehm.

## Leben und Wirken bis zum Jahre 1966
Sigmund Rehm, Sohn des Altphilologen Albert Rehm (1871–1949), studierte Botanik an der Universität München und wurde dort 1934 mit einer Arbeit über den Wassertransport in Springkräutern (Impatiens balsamina L. u. a.) zum Dr. phil. promoviert. In den folgenden Jahren arbeitete er bei Kurt Mothes an der Universität Königsberg und bei Otto Stocker in Darmstadt über Stoffaufnahme und Physiologie der Dürretoleranz bei Gerste und Zuckerrüben. 1939 erhielt er an der Technischen Hochschule Darmstadt mit seiner Habilitationsschrift Die Wirkung von Elektrolyten auf die Aufnahme saurer und basischer Farbstoffe durch die Pflanzenzelle die Venia legendi für das Fach Botanik.
1939 reiste er im Auftrag des Auslandsdienstes des Reichsforschungsrates nach Kamerun. Wenige Wochen nach Ausbruch des Zweiten Weltkrieges wurde er in Südafrika interniert. Nach 1945 blieb er im Lande und arbeitete zunächst als Verwalter einer Farm. 1949 wurde er als Wissenschaftler in der Abteilung Gartenbau des Südafrikanischen Landwirtschaftsministeriums angestellt und mit der Leitung der Abteilung Pflanzenphysiologie, Düngung und Bodenkunde beauftragt. Seine Forschungsarbeiten über Bitterstoffe in Gurken fanden internationale Beachtung und schufen die Grundlagen für niederländische Züchtungen bitterstofffreier Gurkensorten. 1966 wurde er als Vollmitglied in die Südafrikanische Akademie für Wissenschaft und Kunst aufgenommen.

## Lehr- und Forschungstätigkeit in Göttingen
1967 folgte Rehm dem Ruf auf einen neu errichteten Lehrstuhl für tropischen und subtropischen Pflanzenbau an der Universität Göttingen. Das in den folgenden Jahren in Göttingen-Weende erbaute Institut für Tropischen und Subtropischen Pflanzenbau verfügte über mehrere Laboratorien, vier Klimakammern zu Durchführung ökophysiologischer Experimente, zwei klimatisierte Räume und drei Gewächshäuser zur Demonstration tropischer und subtropischer Kultur- und Nutzpflanzen. Die experimentellen Arbeiten an diesem Institut begannen 1969. Von den vielfältigen Forschungsthemen seien genannt: Bekämpfung der Nußsegge (Cyperus rotundus L.) mit Hilfe von Wachstumsregulatoren, Ökophysiologie der Nigersaat (Guizotia abyssinica (L. f.) Cass.), Entwicklung der Inhaltsstoffe von Karkadeh (Hibiscus sabdariffa L.), Nährstoffmangel- und Versalzungsprobleme bei Kaffee und anderen Kulturpflanzen, Vermehrung der Kokospalme durch Gewebekultur und Weiterentwicklung tropentauglicher Mischkulturen.
Ein zentraler Forschungsschwerpunkt mit nachhaltiger internationaler Ausstrahlung waren Untersuchungen über die Bedeutung der VA-Mykorrhiza für den Pflanzenbau. In umfangreichen Experimenten wurde geprüft, wie mit Hilfe von Mikroorganismen (bs. mit stickstoffbindenden und phosphatlösenden Bakterien) auch andere Formen der Pflanzenernährung in tropischen und subtropischen Klimaregionen angewendet werden können. Neben den Arbeiten am Göttinger Institut wurden auch Forschungsvorhaben in Zusammenarbeit mit internationalen Agrar-Organisationen und Universitäten in Brasilien, Nigeria, Indien, Indonesien und anderen Ländern durchgeführt. Rehm betreute während seiner Amtszeit an der Universität Göttingen 28 Dissertationen und 87 Diplom- bzw. Magisterarbeiten.
Von 1968 bis kurz vor seinem Tode arbeitete Rehm an einer umfassenden Datei über tropische und subtropische Nutzpflanzen. In ihr sind derzeit über 5.000 Pflanzenarten erfasst mit Angaben über Ökophysiologie, Verbreitung, Nutzung, Volksnamen in einheimischen Sprachen sowie mit bibliographischen Hinweisen auf ca. 20.000 Publikationen. Auf der Basis dieser Datei veröffentlichte Sigmund Rehm gemeinsam mit Gustav Espig 1976 das Buch Die Kulturpflanzen der Tropen und Subtropen. Dieses Werk, von dem 1984 und 1996 neubearbeitete Auflagen erschienen und von dem auch Ausgaben in englischer und italienischer Sprache vorliegen, gilt weltweit als ein hochinformatives Nachschlagewerk. Diese Nutzpflanzen-Datei bildete auch die Grundlage für Rehms Spätwerk, das 1994 in den Niederlanden erschienene Multilingual Dictionary of Agronomic Plants.
Rehm wurde 1979 emeritiert, führte jedoch die Amtsgeschäfte noch bis 1981 weiter. Auch nach seiner endgültigen Emeritierung war er unermüdlich tätig. Als Mitherausgeber der zweiten Auflage des fünfbändigen Handbuch der Landwirtschaft und Ernährung in den Entwicklungsländern betreute er alleinverantwortlich die Bände Grundlagen des Pflanzenbaus in den Tropen und Subtropen (1986) und Spezieller Pflanzenbau in den Tropen und Subtropen (1989). In den beiden Bänden betätigte er sich gleichzeitig als Mitautor.
Von 1974 bis 1991 war Rehm Mitglied im Herausgeberkollegium der Zeitschrift für Acker- und Pflanzenbau (Journal of Agronomy and Crop Science). Auch als Pflanzenbauwissenschaftler blieb er der Botanik eng verbunden. Die jahrzehntelange Mitgliedschaft in der Vereinigung für Angewandte Botanik war für ihn eine Herzensangelegenheit. Von 1975 bis 1983 war er Präsident dieser Fachgesellschaft, die ihn 1985 zum Ehrenmitglied ernannte.

## Schriften (Auswahl)
- Landwirtschaftliche Baumkulturen in ariden und semiariden Gebieten. In: Der Tropenlandwirt, Beiheft Nr. 5, 1974, S. 122–132.
- Die Kulturpflanzen der Tropen und Subtropen. Anbau, wirtschaftliche Bedeutung und Verwertung (gemeinsam mit Gustav Espig). Verlag Eugen Ulmer, Stuttgart 1976; 2. Aufl. ebd. 1984; 3. Aufl. ebd. 1996 – Ausgabe in englischer Sprache: Margraf Publishers Weikersheim 1991; Ausgabe in italienischer Sprache: Edagricole - Ed. Agricole Bologna 1997.
- Ökophysiologie der tropischen und subtropischen Nutzpflanzen. In: Handbuch der Landwirtschaft und Ernährung in den Entwicklungsländern. 2. völlig neubearbeitete und erweiterte Auflage, Bd. 3: Grundlagen des Pflanzenbaues in den Tropen und Subtropen. Herausgegeben von Sigmund Rehm. Verlag Eugen Ulmer, Stuttgart 1986, S. 93–114.
- Hirsen. In: Handbuch der Landwirtschaft und Ernährung in den Entwicklungsländern. 2. völlig neubearbeitete und erweiterte Auflage, Bd. 4: Spezieller Pflanzenbau in den Tropen und Subtropen. Herausgegeben von Sigmund Rehm. Verlag Eugen Ulmer, Stuttgart 1989, S. 79–86.
- Multilingual Dictionary of Agronomic Plants. Edited by Sigmund Rehm. Kluwer Publishers, Dordrecht 1994.